# Parque nacional natural Cahuinarí
El parque nacional natural Cahuinarí es una de las 59 áreas protegidas del sistema de Parques Nacionales Naturales de Colombia localizado en los sectores septentrional y central del sistema fluvial Caquetá–Putumayo. En él se encuentran los ríos Cahuinarí y Bernardo, dentro del departamento del Amazonas, dentro de la gran cuenca sedimentaria del río Amazonas. La superficie total del parque asciende a 575.500 hectáreas. Debido a altos contenidos de aluminio y hierro el suelo es ácido, y cuenta con un bosque desarrollado que termina en las planicias del terciario.

## Fauna
La fauna es rica y variada, entre los mamíferos destacan los ejemplares de puma, tigre mariposo, torongo, nutria, perro de agua, perrito venadero, cusumbo, ulamá, kinkajú, tayra, venado, jabalí y danta. La población de primates requiere de mención especial, destacándose el tití pielroja, el bebeleche, el mico maicero, el mico de noche o tutamono, el fraile, y el churuco, choro o barrigudo.
Entre los reptiles hay que hacer mención especial a las tortugas charapa, terecay, morrocoy, la babilla, el lagarto blanco, los cachirres, cupiso y matamatá, caimán negro o yacaré assú, la anaconda, la boa o jiboia, la serpiente verrugosa, dirversas especies de rabisecas o yaracas y la serpiente coral. 
Son más de 100 las especies de peces, mención especial merecen la arawana, la cachama blanca, la cachama negra, la piraña y la mojarra rayada.
Las aves más abundantes son los piuríes, los tentes, los loros, las guacamayas, los pericos y los tucanes.

## Petroglifos
Los petroglifos del parque son de importancia chamanística para los indígenas boras y mirañas que aún habitan en la región. Los demás grupos indígenas desaparecieron durante el genocidio de las caucherías. 